# 1993-as Formula–1 ausztrál nagydíj
Az ausztrál nagydíj volt az 1993-as Formula–1 világbajnokság szezonzáró futama.

## Futam
Senna az utolsó nagydíjon, Adelaide-ben megszakította a Williams pole pozíciós sorozatát. Prost a második, Hill a harmadik helyről indult. A rajt után Senna megtartotta a vezetést, majd némi előnyre tett szert, eközben a Williamsek és Schumacher egymás közelében maradtak. Schumacher már korán a 15. körben kiállt a boxba, majd a 20. körben motorhiba miatt kiesett. Senna második boxkiállása után is megtartotta 10 másodperces előnyét, míg Alesi megelőzte Bergert. A 61. körben Hill megpróbálta megelőzni csapattársát, de a francia blokkolta Hill manőverét. A brit megcsúszott, de helyezést nem veszített ezzel. Patrese a hatodik helyen haladt utolsó, 256. versenyén, de üzemanyagrendszere meghibásodott, így az olasz nem szerzett pontot. Senna győzött Prost, Hill és Alesi előtt.
Prost 99 pontot szerezve lett világbajnok nagy riválisa, Senna (73) és Hill (69) előtt. A konstruktőri bajnokságban a Williams-Renault győzött 168 ponttal a 84 pontos McLaren-Ford és a 72 pontos Benetton-Ford előtt.
| Helyezés | #  | Versenyző          | Csapat/Motor          | Körök | Idő/Kiesés oka    | Rajthely | Pontszám |
| -------- | -- | ------------------ | --------------------- | ----- | ----------------- | -------- | -------- |
| 1        | 8  | Ayrton Senna       | McLaren-Ford          | 79    | 1:43:27,476       | 1        | 10       |
| 2        | 2  | Alain Prost        | Williams-Renault      | 79    | +9,259            | 2        | 6        |
| 3        | 0  | Damon Hill         | Williams-Renault      | 79    | +33,902           | 3        | 4        |
| 4        | 27 | Jean Alesi         | Ferrari               | 78    | +1 kör            | 7        | 3        |
| 5        | 28 | Gerhard Berger     | Ferrari               | 78    | +1 kör            | 6        | 2        |
| 6        | 25 | Martin Brundle     | Ligier-Renault        | 78    | +1 kör            | 8        | 1        |
| 7        | 10 | Aguri Suzuki       | Footwork-Mugen-Honda  | 78    | +1 kör            | 10       |          |
| 8        | 6  | Riccardo Patrese   | Benetton-Ford         | 77    | Üzemanyagrendszer | 9        |          |
| 9        | 26 | Mark Blundell      | Ligier-Renault        | 77    | +2 kör            | 14       |          |
| 10       | 9  | Derek Warwick      | Footwork-Mugen-Honda  | 77    | +2 kör            | 17       |          |
| 11       | 14 | Rubens Barrichello | Jordan-Hart           | 76    | +3 kör            | 13       |          |
| 12       | 20 | Érik Comas         | Larrousse-Lamborghini | 76    | +3 kör            | 21       |          |
| 13       | 4  | Andrea de Cesaris  | Tyrrell-Yamaha        | 75    | +4 kör            | 15       |          |
| 14       | 19 | Szuzuki Tosio      | Larrousse-Lamborghini | 74    | +5 kör            | 24       |          |
| 15       | 29 | Karl Wendlinger    | Sauber                | 73    | Fékek             | 11       |          |
| Kiesett  | 30 | Jyrki Järvilehto   | Sauber                | 56    | Baleset           | 12       |          |
| Kiesett  | 23 | Jean-Marc Gounon   | Minardi-Ford          | 34    | Kicsúszás         | 22       |          |
| Kiesett  | 11 | Mika Häkkinen      | McLaren-Ford          | 28    | Fékek             | 5        |          |
| Kiesett  | 5  | Michael Schumacher | Benetton-Ford         | 19    | Motorhiba         | 4        |          |
| Kiesett  | 3  | Katajama Ukjó      | Tyrrell-Yamaha        | 11    | Kicsúszás         | 18       |          |
| Kiesett  | 15 | Eddie Irvine       | Jordan-Hart           | 10    | Baleset           | 19       |          |
| Kiesett  | 12 | Johnny Herbert     | Lotus-Ford            | 9     | Felfüggesztés     | 20       |          |
| Kiesett  | 24 | Pierluigi Martini  | Minardi-Ford          | 5     | Váltó             | 16       |          |
| Kiesett  | 11 | Pedro Lamy         | Lotus-Ford            | 0     | Baleset           | 23       |          |

## A világbajnokság végeredménye
| H   | Versenyzők         | Pont | H   | Konstruktőrök         | Pont |
| --- | ------------------ | ---- | --- | --------------------- | ---- |
| 1.  | Alain Prost        | 99   | 1.  | Williams-Renault      | 168  |
| 2.  | Ayrton Senna       | 73   | 2.  | McLaren-Ford          | 84   |
| 3.  | Damon Hill         | 69   | 3.  | Benetton-Ford         | 72   |
| 4.  | Michael Schumacher | 52   | 4.  | Ferrari               | 28   |
| 5.  | Riccardo Patrese   | 20   | 5.  | Ligier-Renault        | 23   |
| 6.  | Jean Alesi         | 16   | 6.  | Lotus-Ford            | 12   |
| 7.  | Martin Brundle     | 13   | 7.  | Sauber                | 12   |
| 8.  | Gerhard Berger     | 12   | 8.  | Minardi-Ford          | 7    |
| 9.  | Johnny Herbert     | 11   | 9.  | Footwork-Mugen-Honda  | 4    |
| 10. | Mark Blundell      | 10   | 10. | Larrousse-Lamborghini | 3    |

A teljes lista)

## Statisztikák
Vezető helyen:
- Ayrton Senna 74 (1-23/29-79 = 86.940 km)
- Alain Prost 5 (24-28 = 279.720 km)

Ayrton Senna 41. (utolsó) GP győzelme, 62. (R) pole pozíciója, Damon Hill 4. leggyorsabb köre.
- McLaren 104. győzelme.

Alain Prost (202-ik), Riccardo Patrese utolsó (256-ik) (R), Derek Warwick (162-ik) utolsó versenye.